# Cynanchum hardyi
Cynanchum hardyi är en oleanderväxtart som beskrevs av S. Liede och U. Meve. Cynanchum hardyi ingår i släktet Cynanchum och familjen oleanderväxter. Inga underarter finns listade i Catalogue of Life.